# Dream Island
Pour les articles homonymes, voir Dream Island (homonymie).
Dream Island (en français Île (du) Rêve) est une île de l'Antarctique située dans l'archipel Palmer, dans le nord de la terre de Graham. Elle se trouve à environ un kilomètre au sud-est du cap Monaco, au large de la côte sud-ouest de l'île Anvers.
L'île est inspectée en 1956-57 par des scientifiques britanniques du British Naval Hydrographic Survey Unit et nommé par l'UK Antarctic Place-Names Committee.
Située dans la péninsule Antarctique, une région revendiquée par le Chili, l'Argentine et le Royaume-Uni, elle tombe sous le traité sur l'Antarctique et aucune des revendications n'est actuellement reconnue.